# Hamburg International

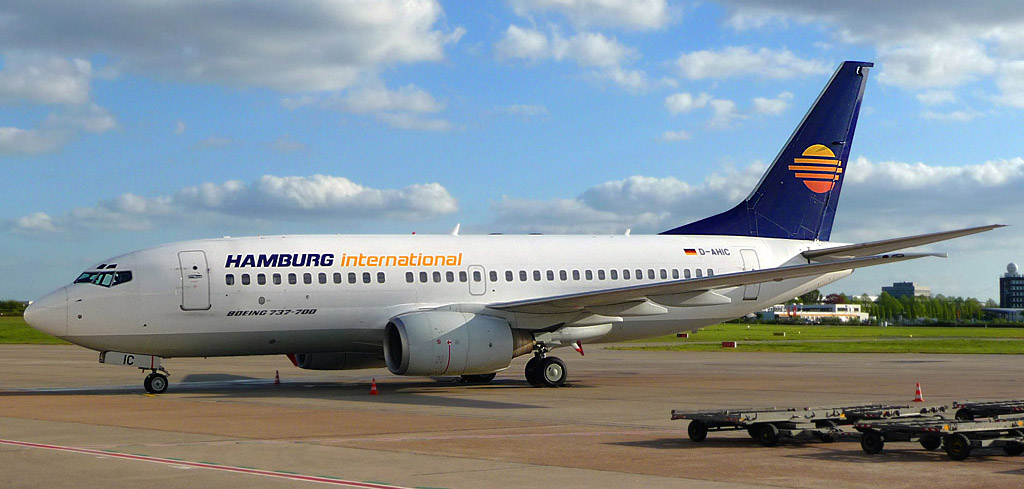
Hamburg International Boeing 737-700.

Hamburg International Luftverkehrsgesellschaft mbH & Co. Betriebs KG  é uma companhia aérea sediada em Hamburg-Nord, na Alemanha. A empresa tem nove aeronaves.